# Prix Alexandre-Dovjenko
Prix national Alexandre-Dovjenko (ukrainien : Державна премія України імені Олександра Довженка) est un prix d’État d'Ukraine récompensant l'auteur ou le groupe d'auteurs pour une contribution exceptionnelle dans le domaine cinématographique. Il est fondé par l’État ukrainien en 1994 et remis depuis 1995. Un seul prix est remis chaque année. La sélection est effectuée par le Comité d'attribution du Prix soumis au président d'Ukraine.
Le prix porte le nom du réalisateur Alexandre Dovjenko (1894-1956), considéré comme l'un des fondateurs du cinéma ukrainien. 

## Histoire
Le 10 septembre 1994, avec l'ukase no  511/94 du président d'Ukraine Leonid Koutchma, le prix est institué en tant que récompense nationale. 
Le 12 décembre 1994, le Cabinet des ministres d'Ukraine, avec la déclaration no  833, fonde le Comité d'attribution du Prix et fixe les conditions d'attribution. 
Le premier lauréat du prix est l'acteur Borislav Brondoukov qui l'a reçu le 9 septembre 1995.

## Lauréats
- 1998 : Rouslana Pyssanka.
- 1999 : Natalia Naoum.
- 2004 : Alla Zahaikevych.